# سطوطزاس
سطوطزاس (بالإغريقية: Στότζας)‏ كان جنديًا رومانيًا شرقيًا (بيزنطيًا) وزعيمًا للتمرد العسكري في ولاية بريتوريان بأفريقيا في 530. حاول ستوتزاس تأسيس إفريقيا كدولة منفصلة وتم اختياره من قبل الجنود المتمردين كقائد لهم.
نجح سطوطزاس في السيطرة على قرطاج ثم هزم جيشه من قبل بيليساريوس وفروا إلى نوميديا، حيث أعادوا تنظيم صفوفهم. بعد محاولة أخرى للسيطرة على أفريقيا، هزم سطوطزاس من قبل جرمانوس في 537 وهرب مع بعض أتباعه إلى موريطنية حيث تزوج سطوطزاس ابنة أحد النبلاء المحليين، ربما ابنة الملك الماورو روماني ماسونا أو ماستيغاس، ويزعم أنه أصبح ملك للمور والرومان في 541 م خلفا لماستيغاس.